# British Aerospace 146
Los British Aerospace 146 y las versiones modernizadas ARJ (Avro Regional Jet) o Avro RJ son aviones a reacción británicos con cuatro reactores turbofan y cola en T, que fueron construidos por British Aerospace (y posteriormente por BAE Systems) entre 1983 y 2002. Tienen desde 70 hasta 128 plazas o hasta 12 490 kg en contenedores de tipo LD3 o paletas.
El BAe 146 / ARJ respeta el ambiente y está preparado para operar de noche, por ejemplo con compañías de carga como TNT Airways. Es el reactor más silencioso en servicio comercial, y fue comercializado como el Whisperjet (el susurrador), ya que no necesita inversores de empuje con sus spoilers y aerofrenos de cola.
Realiza despegues y aterrizajes cortos permitiendo a la aeronave despegar en pistas de aterrizaje muy cortas, pistas de tierra o hielo. Facilita a líneas aéreas que antes solo ofrecían servicios a aeropuertos con pistas cortas con ruidosos y lentos aviones turbohélice para que tengan con este avión servicios rápidos.
El BAe 146 es un avión versátil, con doce versiones comerciales y militares, incluyendo el 146QT (Quiet Trader, versiones de carga de los 146-200 y 146-300), el 146QC (Quick Change, convertible para pasajeros o carga), el 146-100VIP, el BAe 146STA (Sideloading Tactical Airlifter, la versión de transporte militar), los ARJ70, RJ85 (BAe 146-200) y RJ100 (BAe 146-300).

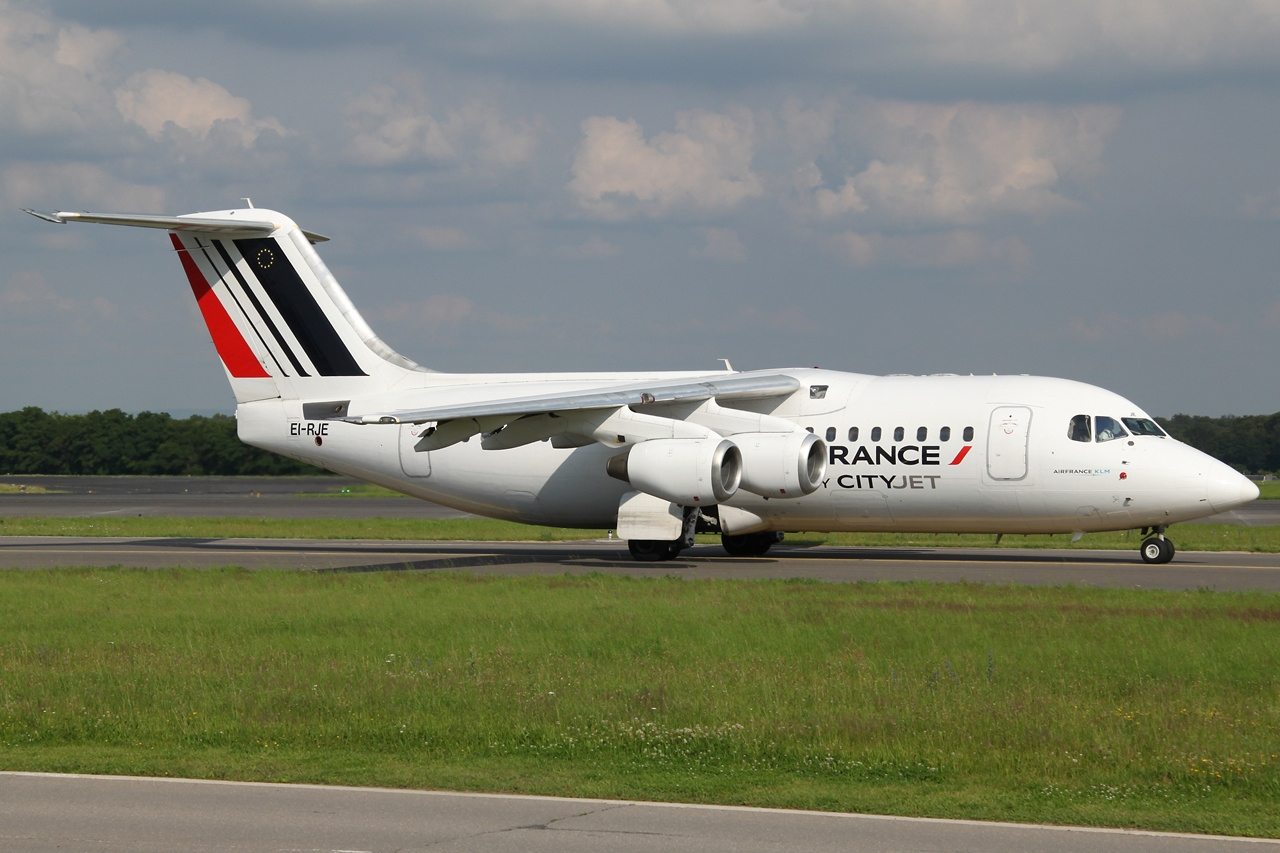
Avro RJ de air CityJet

## Cabina
El avión fue diseñado para llevar filas de seis o cinco butacas. Además cuenta con plazas para dos miembros de tripulación.

## Operadores
Los BAe 146 son usados para vuelos comerciales, de carga y militares. Son utilizados por más de 50 diferentes aerolíneas, en todo el mundo.

### Antiguos Operadores

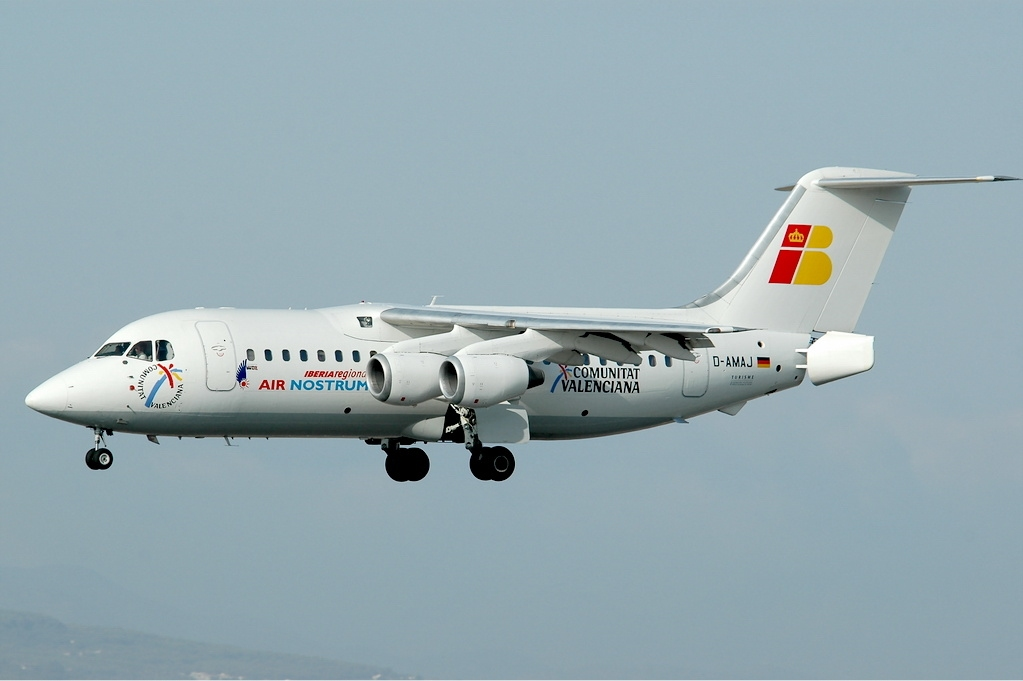
BAe 146-200 de Iberia regional Air Nostrum

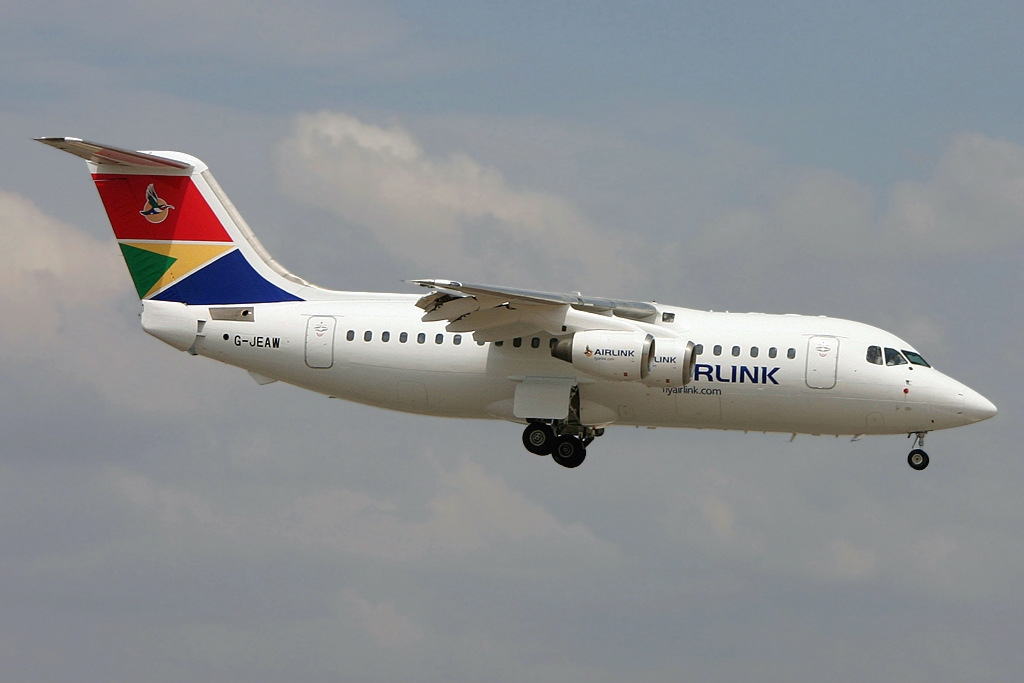
BAe 146-200 de Airlink

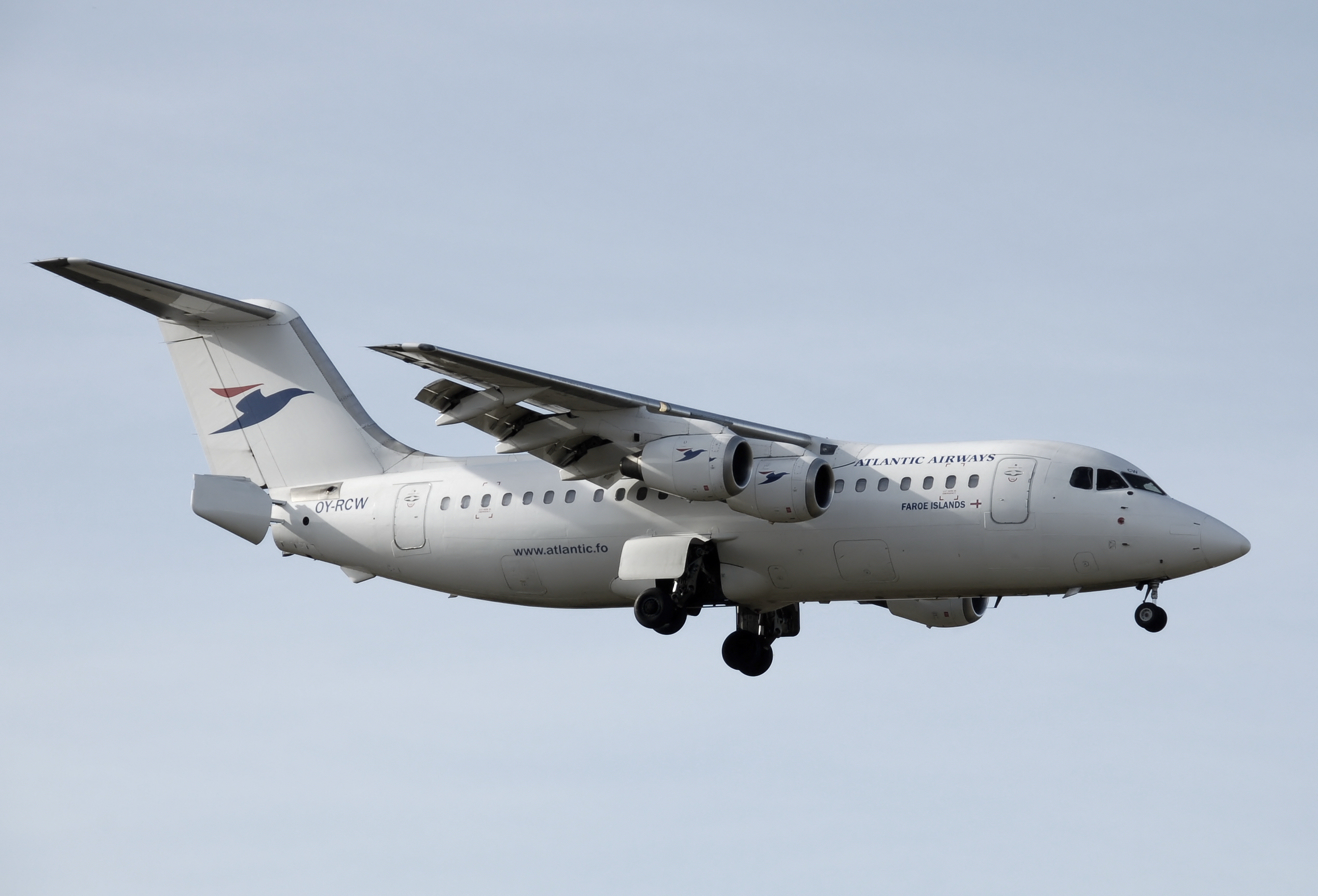
BAe 146 de Atlantic Airways aterrizando en el aeropuerto de Birmingham

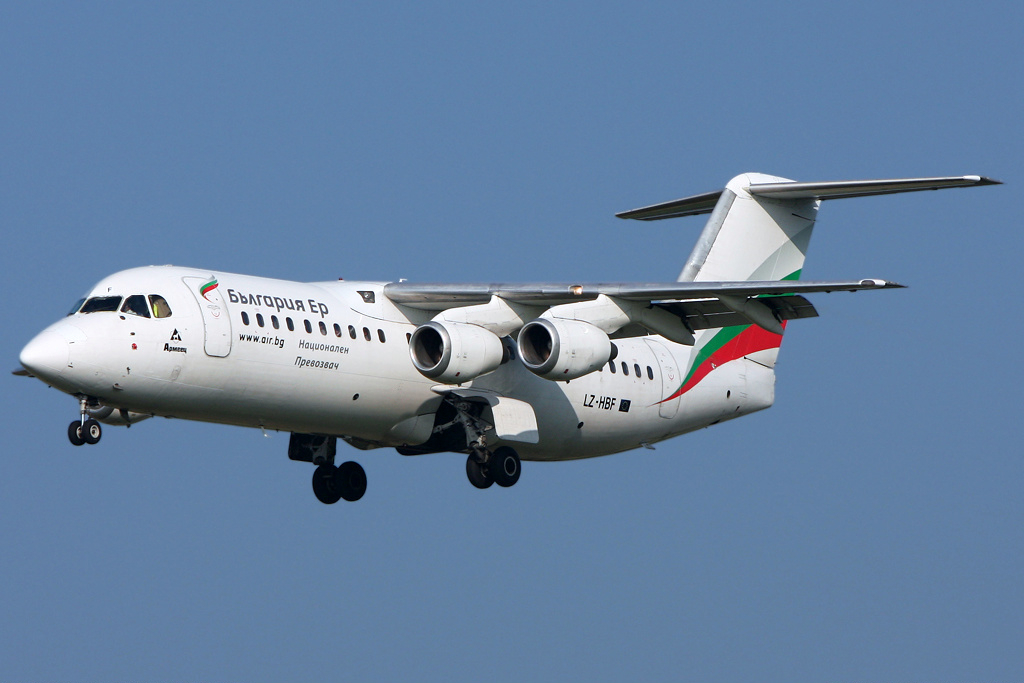
BAe 146-300 de Bulgaria Air aproximando al aeropuerto de Zúrich

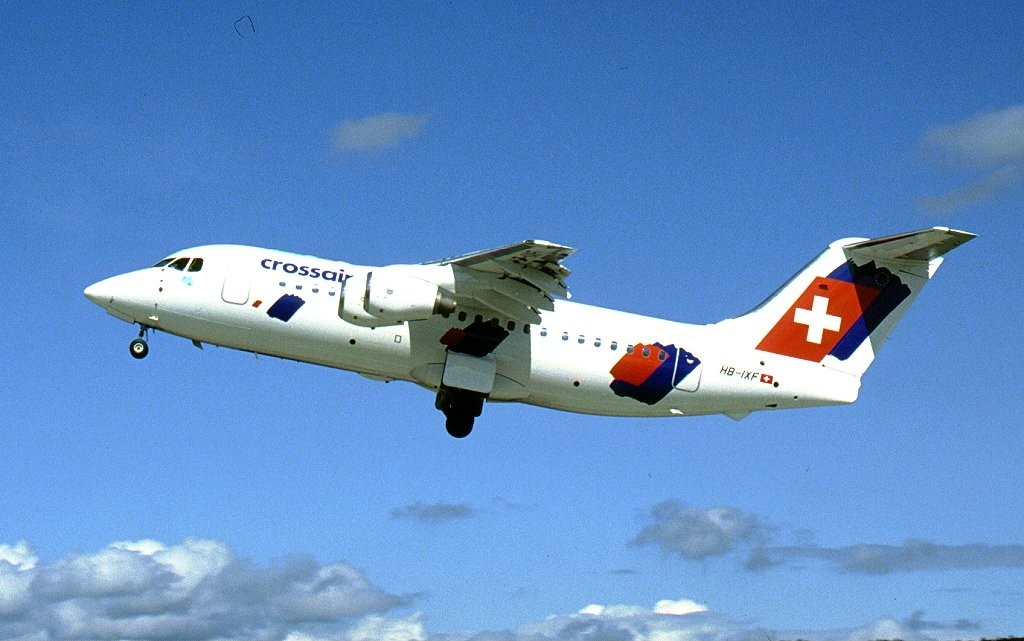
Avro RJ85 de Crossair

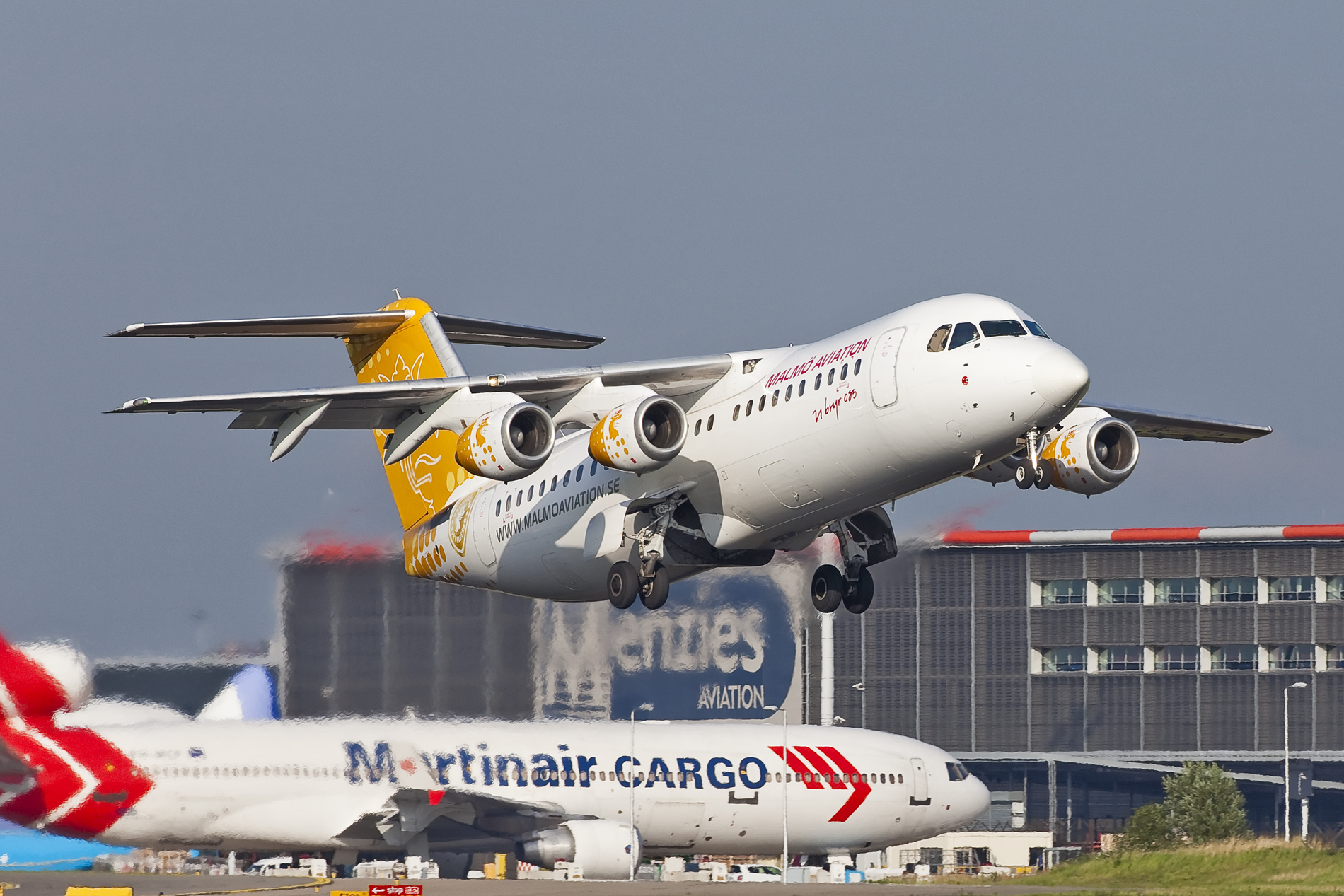
BAe 146 de Malmö Aviation

#### África
Botsuana
- Air Botswana (4)[1]

 España
- Binter Canarias (1)[2]
- Air Nostrum (iberia regional) (2)[cita requerida]
- Pauknair (Pan Air)
- TNT (Pan Air)

 Sudáfrica
- Airlink (16)[3]

#### América
Estados Unidos
- Air Wisconsin (26)[4]
- Presidential Airways (9)[5]
- American Airlines (8)[6]
- Empire Airlines (2)[7]
- United Express[8]

 Canadá
- Air Canada Jazz (10)[9]
- Canadian North (1)[10]

 Chile
- Aerovías DAP (12) (4 Para Repuestos)[11]

 Colombia
- SAM Colombia (9)[12]

 Perú
- Star Perú (5)[13]

 Bolivia
- Ecojet (4)[14]
- TAMep (1)[15]

#### Asia
Arabia Saudita
- Saudi Aramco (1)[16]

 Bután
- Druk Air (3)[17]

 China
- China Eastern Airlines (13)[18]
- Air China (6)[19]

 EAU
- Royal Jet (2)[20]

 India
- MDLR Airlines (3)[21]

 Indonesia
- TransNusa (2)[22]
- Airfast Indonesia (1)[23]

 Irán
- Taban Air (4)[24]

 Mongolia
- Eznis Airways (2)[25]

 República de China
- Uni Air (4)[26]

 Tailandia
- Thai Airways (11)[27]

 Uzbekistán
- Uzbekistan Airways (3)[28]
- Gobierno de la República de Uzbekistán (1)[29]

#### Oceanía
Australia
- QantasLink (18)[30]

 Nueva Zelanda
- Air New Zealand (5)[31]

 Papúa Nueva Guinea
- Air Niugini (2)[32]

#### Europa
Alemania
- Lufthansa CityLine (23)[33]
- Eurowings (18)[34]
- WDL Aviation (11)[35]

 Bélgica
- Brussels Airlines (33)[36]
- Sabena

 Bulgaria
- Bulgaria Air (7)[37]

 Croacia
- Croatia Airlines (2)[38]

 Dinamarca
- Atlantic Airways (10)[39]

 España
- Air Nostrum (3)[40]

 Francia
- Air France (3)[41]

 Grecia
- Aegean Airlines (6)[42]
- Astra Airlines (2)[43]
- Ellinair (2)[44]

 Irlanda
- Aer Lingus (16)[45]

 Italia
- Air Dolomiti (6)[46]

 Letonia
- airBaltic (4)[47]

 Malta
- Air Malta (5)[48]

 Países Bajos
- Transavia (1)[49]

 Reino Unido
- BA Cityflyer (12)[50]
- JOTA Aviation (7)[51]
- Titan Airways (7)[52]
- British Airways (4)[53]
- easyJet (4)[54]
- European Aviation Group (2)[55]
- Loganair (2)[56]
- British Midland (1)[57]
- Aurigny Air Services (1)[58]
- Jet2.com (1)[59]

 Suecia
- Malmö Aviation (35)[60]
- Braathens Regional (13)[61]
- Scandinavian Airlines System (9)[62]
- West Air Sweden (1)[63]

 Suiza
- Crossair
- Swiss International Air Lines (25)[64]

 Turquía
- Turkish Airlines (14)[65]

## Accidentes e incidentes
Desde su entrada en servicio, los BAe 146/Avro RJ han estado involucrados en 23 notables accidentes que acabaron en la pérdida de la aeronave. De éstos 23, nueve resultaron en pérdidas de vidas humanas, con un total de 337 muertes. De todos los incidentes, hay un acto criminal fatal y dos secuestros sin fallecidos.
Los accidentes que involucren pérdidas humanas, son los siguientes:
- El primer accidente de este avión, fue el 7 de diciembre de 1987 cuando el vuelo 1771 de Pacific Southwest Airlines, operado por un BAe 146-200, registro N350PS, se estrelló en el momento que un empleado despedido atacó a la tripulación y a un pasajero con un arma de fuego y luego puso la nariz en picada. La caída fue a velocidad supersónica y pulverizó la aeronave en el impacto, matando instantáneamente a las 43 personas a bordo.[68] En la época del accidente los empleados despedidos aún podían saltarse los controles de seguridad, por lo que el perpetrador pudo ingresar un arma al vuelo.
- El 20 de febrero de 1991, el vuelo 1069 de LAN Chile operado por un BAe 146-200A, registro CC-CET, con 73 personas a bordo (66 pasajeros -todos turistas, en su mayoría norteamericanos- y 7 tripulantes) se accidentó mientras aterrizaba en el aeródromo Guardiamarina Zañartu en Puerto Williams. La aeronave al aterrizar no pudo reducir su velocidad y cayó al mar.[69] Algunos pasajeros y miembros de la tripulación escaparon y esperaron ser rescatados manteniéndose sobre el techo y las alas que permanecieron sobre la superficie del agua. Se pudieron rescatar 53 personas con vida, pero fallecieron 20 personas ahogadas, todas turistas norteamericanos.[70]
- El 23 de julio de 1993, el vuelo 2119 de China Northwest Airlines, matriculado B-2716, se estrelló contra un terraplén y posteriormente cayó a un lago después de un fallido despegue, pereciendo 56 de las 113 personas a bordo. La causa más atribuida al desastre fue una falla mecánica cuando uno de los flaps del ala derecha falló, por lo que así el avión no pudo despegar. A los pilotos no les quedó otra opción que abortar el despegue, pero desafortunadamente se quedaron sin pista, trataron de levantar el morro golpeando la cola con el asfalto y provocando el desastre. Un factor probable que contribuyó al accidente, fue que los pilotos no verificaron correctamente que los flaps estuvieran en su posición correcta para el despegue.
- El 25 de septiembre de 1998, el vuelo 4101 de PauknAir, operado por un BAe 146-100, registro EC-GEO, se estrelló en el Cabo Tres Forcas (Marruecos), en las cercanías de Melilla (España) en vuelo procedente de Málaga, falleciendo todas las 38 personas que iban a bordo (34 pasajeros y 4 tripulantes). Las causas se atribuyeron a la mala visibilidad y a que la tripulación no respetó la altitud de vuelo mínima requerida.[71]
- El 24 de noviembre de 2001, el vuelo 3597 de Crossair se encontraba en aproximación al aeropuerto de Zürich cuando el avión se estrelló contra una cadena boscosa de colinas matando a 24 de las 33 personas en la aeronave. La investigación declaró que los pilotos siguieron descendiendo de forma deliberada por debajo de la altitud mínima de descenso, y cuando se dieron cuenta de su error antes de impactar, trataron de dar la vuelta pero fue demasiado tarde.
- El 8 de enero de 2003, el vuelo 634 de Turkish Airlines, un Avro RJ100 de British Aerospace, golpeó el suelo en la aproximación final aproximadamente a 900 metros (3.000 pies) antes del umbral de la pista durante las inclemencias del tiempo. En el siguiente impacto, fue a dar contra una pendiente, cayendo, y posteriormente se produjo un incendio al accidente que mató a 75 de los 80 ocupantes, incluidos ambos pilotos. Es el peor accidente aéreo de este modelo.

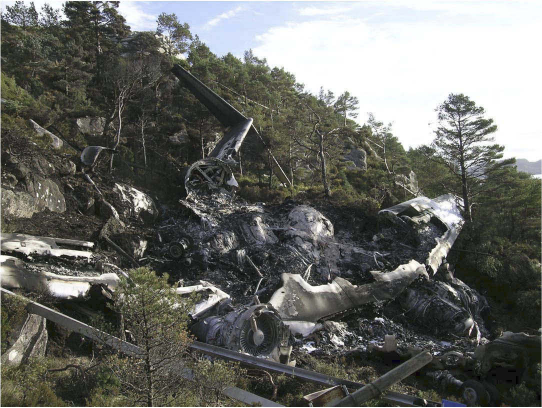
Restos del vuelo 670 de Atlantic Airways

- El 10 de octubre de 2006, el vuelo 670 de Atlantic Airways, operado por un BAe 146-200A, registro OY-CRG, se salió de pista mientras aterrizaba en el aeropuerto Stord, Noruega. Durante el aterrizaje no se pudieron desplegar los spoilers de la aeronave y acabó en un terraplén al final de la pista y se incendió. De las 16 personas a bordo, 4 fallecieron.[72]
- El 9 de abril de 2009, un Bae 146-300 matriculado PK-BRD, estaba realizando un vuelo de carga cuando impactó la ladera de una montaña en Indonesia mientras se aproximaba para aterrizar, falleciendo los 6 tripulantes a bordo. El desastre fue causado por un error de la tripulación al perder la consciencia situacional en el descenso. Además, los pilotos no prestaron atención a las alertas de aproximación al suelo que sonaban antes de colisionar contra el terreno.[73]
- El 28 de noviembre de 2016, el vuelo 2933 de LaMia,  operado por un Avro RJ85, registro CP-2933, se estrelló en una zona montañosa del noreste de Colombia, cerca del municipio de La Unión, Antioquia, falleciendo 71 de los 77 ocupantes a bordo.[74] En el vuelo se trasportaba la delegación del equipo de fútbol Chapecoense de Brasil para disputar la final de la Copa Sudamericana en la ciudad de Medellín.[75] El accidente se debió a un agotamiento de combustible debido a una mala planificación del vuelo y a no cargar combustible de reserva, sumado a un conflicto con otra aeronave en emergencia y a la demora en declarar emergencia.[74] Por la falta de combustible al momento del accidente, no se presentó incendio posterior al choque, lo cual facilitó la supervivencia de algunos ocupantes de la aeronave.[76]

## Modelos
Habiéndose construido 394 aviones:
- 37 British Aerospace BAe 146-100, BAe 146-100VIP (No. 32 Squadron of the Royal Air Force) y BAe 146-100STA (construidos hasta 1992)
- 113 British Aerospace BAe 146-200, BAe 146-200QC, BAe 146-200QT (construidos hasta 1993)
- 71 British Aerospace BAe 146-300, BAe 146-300QC, BAe 146-300QT (construidos hasta 1993)
- 12 British Aerospace ARJ70 (construido hasta 2002)
- 87 British Aerospace ARJ85 (construido hasta 2002)
- 71 British Aerospace ARJ100 (construido hasta 2002)
- 1 BAE Systems Avro RJX85, prototipo con nuevos turboventiladores Honeywell AS977-1A de 31,1 kN (proyecto abandonado el 27 de noviembre de 2001)
- 2 BAE Systems Avro RJX100, prototipos con nuevos turboventiladores Honeywell AS977 (abandonado el 27 de noviembre de 2001)

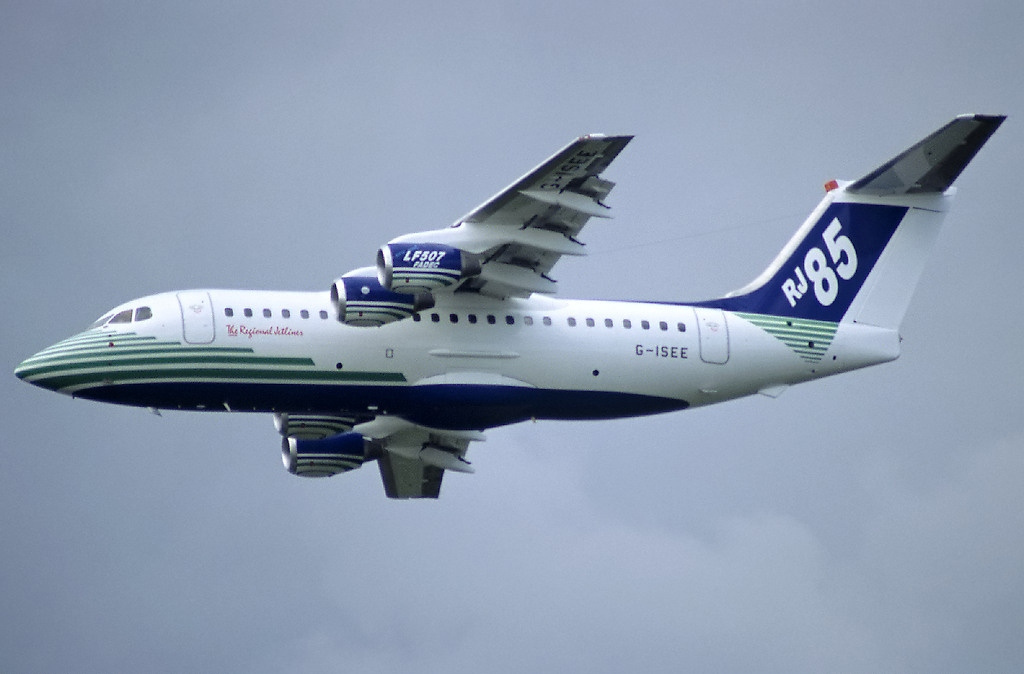
BAE Systems Avro RJ85

## Características técnicas

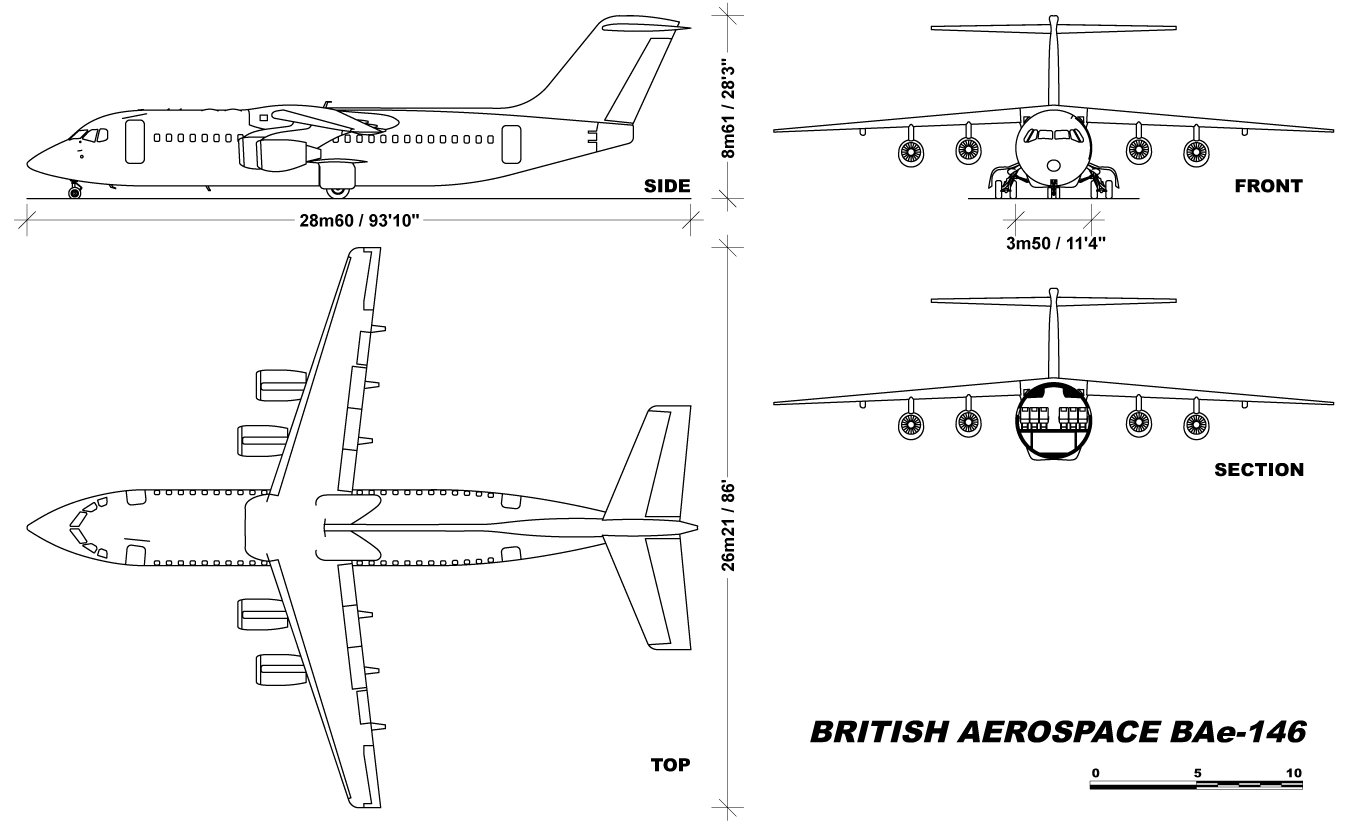
Geometría descriptiva del BAe 146.

|                         | BAe 146-100                                                  | Avro RJ70                                                    | BAe 146-200                                              | Avro RJ85                                                | BAe 146-300                                                     | Avro RJ100                                                      |
| ----------------------- | ------------------------------------------------------------ | ------------------------------------------------------------ | -------------------------------------------------------- | -------------------------------------------------------- | --------------------------------------------------------------- | --------------------------------------------------------------- |
| Cupo de asientos        | 70 - 82 (con fila de 3 + 2 butacas) o 94 (con 3 + 3 butacas) | 70 - 82 (con fila de 3 + 2 butacas) o 94 (con 3 + 3 butacas) | 85 (con fila de 3 + 2 butacas) o 112 (con 3 + 3 butacas) | 85 (con fila de 3 + 2 butacas) o 112 (con 3 + 3 butacas) | 100 (con fila de 3 + 2 butacas) o 116 - 128 (con 3 + 3 butacas) | 100 (con fila de 3 + 2 butacas) o 116 - 128 (con 3 + 3 butacas) |
| Longitud                | 26,16 m (85 ft 10 in)                                        | 26,16 m (85 ft 10 in)                                        | 28,55 m (93 ft 8 in)                                     | 28,55 m (93 ft 8 in)                                     | 30,10 m (98 ft 9 in)                                            | 30,10 m (98 ft 9 in)                                            |
| Envergadura             | 26,34 m (86 ft 5 in)                                         | 26,34 m (86 ft 5 in)                                         | 26,34 m (86 ft 5 in)                                     | 26,34 m (86 ft 5 in)                                     | 26,34 m (86 ft 5 in)                                            | 26,34 m (86 ft 5 in)                                            |
| Altura del timón        | 8,61 m (28 ft 3 in)                                          | 8,61 m (28 ft 3 in)                                          | 8,61 m (28 ft 3 in)                                      | 8,61 m (28 ft 3 in)                                      | 8,61 m (28 ft 3 in)                                             | 8,61 m (28 ft 3 in)                                             |
| Anchura de cabina       | 3,42 m (11 ft 3 in)                                          | 3,42 m (11 ft 3 in)                                          | 3,42 m (11 ft 3 in)                                      | 3,42 m (11 ft 3 in)                                      | 3,42 m (11 ft 3 in)                                             | 3,42 m (11 ft 3 in)                                             |
| Peso vacío              | 23.288 kg (51,342 lb)                                        | 23.900 kg (52,690 lb)                                        | 23.882 kg (52,651 lb)                                    | 24.602 kg (54,239 lb)                                    | 24.879 kg (54,848 lb)                                           | 25.600 kg (56,438 lb)                                           |
| Peso máximo de despegue | 38.102 kg (84,000 lb)                                        | 43.091 kg (95,000 lb)                                        | 42.184 kg (93,000 lb)                                    | 43.998 kg (97,000 lb)                                    | 44.225 kg (97,500 lb)                                           | 46.040 kg (101,500 lb)                                          |

Motor: 
- BAe 146 : Honeywell ALF 502 R-5,
- Avro RJ : Honeywell LF 507-1F

## Apodos
El BAe 146 es conocido con el sobrenombre de Jumbolino entre los pilotos de Lufthansa, por ser la versión miniatura de un avión jumbo.
La compañía Crossair que antes operaba con él también le llamaba "Jumbolino".

### Aeronaves similares
- Antonov An-148
- Boeing 717
- Bombardier serie CRJ700
- Embraer E-Jets
- Fokker 28
- Fokker 70
- Fokker 100

### Listas relacionadas
- Anexo:Operadores del BAe 146